# محمد عبد الله دراز
محمد عبد الله دراز (8 نوفمبر 1894 - 1 يناير 1958) هوعالم مسلم مصري.

## حياته ونشأته
ولد محمد عبد الله دِرَاز بقرية محلة دياي إحدى قرى دلتا مصر بمحافظة كفر الشيخ حاليا في الثامن من نوفمبر 1894م لأسرة علمية؛ فوالده الشيخ عبد الله دراز الفقيه اللغوي الذي قدم شروحا لكتاب الموافقات للشاطبي، .
ولد عام 1894م في قرية «محلة دياي» بدسوق. وانتسب إلى معهد الإسكندرية الدِّيني سنة 1905م. كما حصل على الشَّهادة الثانوية الأزهرية في عام 1912م، حاز على «شهادة العالمية» سنة 1916، اختير للتدريب بالقسم العالي بالأزهر عام 1928م ، اختير للسَّفر إلى «فرنسا» في بعثة علمية عام 1946م ، حصل على شهادة الدكتوراه برتبة الشرف العليا من «السوربون» عام 1947م ، اشتغل بالتدريس في «جامعة القاهرة» وفي «دار العلوم» وفي كلية «اللغة العربية» بعد عودته ، نال عضوية كبار العلماء عام 1949م.
لبَّى نداءَ ربِّه في عام 1958م أثناء مشاركته في مؤتمر «لاهور» بباكستان، وفيما بين عودته من «باريس» وحتى انتقاله لرحمة ربه، شارك في العديد من الأعمال، حيث كان عضوًا في اللجنة العليا لسياسة التعليم، وفي المجلس الأعلى للإذاعة، وفي اللجنة الاستشارية الثقافية في الأزهر، كما رُشِّح شيخًا للأزهر في مداولات مجلس الوزراء قُبَيْل اختيار الشَّيْخ التونسي الخضر حسين.

## المسيرة العلمية
درس دراز بالأزهر وحصل على الشهادة العالمية عام 1916 وعيّن مدرسا عام 1928 ثم أستاذا للتفسير بكلية أصول الدين، في عام 1936 سافر إلى الحج وفي العام ذاته حصل على منحة دراسية للدراسة بجامعة السوربون الفرنسية فأقام في فرنسا اثنتي عشرة سنة مضت كلها جدا وانكبابا على استيعاب الثقافة الغربية من منابعها الأصلية، وتأملا مقارِنا لتلك الحصيلة بمبادئ علم الأخلاق في القرآن الكريم. وهناك درس على يد كبار المستشرقين مثل: ليفي بروفنسال، لويس ماسينيون، لوسن، حتى نال درجة الدكتوراه في فلسفة الأديان بمرتبة الشرف الأولى عام 1947.
تألفت رسالته من دراستين: الأولى مدخل إلى القرآن الكريم وهي دراسة تمهيدية موجزة حول تاريخ القرآن، والثانية دستور الأخلاق في القرآن الكريم وتقع في حوالي ثمانمائة صفحة، قدم خلالها رؤية متكاملة للنظرية الأخلاقية القرآنية في شقيها النظري والعملي. وإنجاز الرسالة الأساسي أنها استخلصت -للمرة الأولى- الشريعة الأخلاقية من القرآن في مجموعها، وقدمت مبادئها وقواعدها في صورة بناء نظري متماسك مستقل عن كل ما يربطه بالمجالات القريبة منه، وهو ما أحدث انتقالا بها من دائرة التعاليم الوعظية التي تستهدف تقويم السلوكيات إلى الدائرة المعرفية.
رغم دراسته في السوربون والاحتكاك بالمستشرقين من أزهريته و ثقافته وتراثه؛ فقد كان مؤمنا بأن مهمة الباحث المسلم تتجاوز إحياء التراث ووصل ما انقطع منه إلى تحديثه والإضافة إليه، ولذلك شرع قبيل وفاته في كتابة مؤلفه الميزان بين السنة والبدعة وأراد به أن يُحدث كتاب الإمام الشاطبي (الاعتصام) إلا أن أجله المحتوم لم يمهله أن ينجز مهمته الجليلة.
ترك دراز أربعة عشر مؤلفا تراوحت بين الكتب والبحوث، ومنها : النبأ العظيم، الدين: بحوث ممهدة لتاريخ الأديان. أما بحوثه منها : الربا في نظر القانون الإسلامي، مبادئ القانون الدولي العام في الإسلام، حول المؤتمرات العالمية للأديان. وعلى ندرتها فقد شكلت إضافات معرفية سدت فراغا في حقول الفلسفة الإسلامية وعلم الكلام وتاريخ الأديان.

## فكره
كان دراز قد أتاحت له الدراسة للثقافة الإسلامية والثقافة الغربية من منابعهما الأصلية بناء رؤية تركيبية تحليلية ، بعيدا عن السطحية التبسيطية، وعن «سوء الهضم العقلي» الذي أصاب الكثيرين ممن وقفوا عند حدود الثقافة الموروثة الراكدة أو الغريبة الوافدة. كان متعمقا في روحانيات الغزالي والحكيم الترمذي وأبي طالب المكي، متضلعا بفلسفة «ديكارت» و«كانت» و«هنري برغسون». وبفضل هذا الفكر التركيبي ساعده هذا على التمتع برحابة الأفق، وعمق التحليل، ودقة الاستدلال، مع حجاج مقنع، وبلاغة استمدَّها من بلاغة القرآن الكريم.

## علاقته بالقرآن الكريم
كانت علاقته بالقرآن هي المنبع الذي فاضت منه كل مآثره العلمية والعملية وقد انصب اهتمامه العلمي على القرآن حصرًا، فلا يكاد يوجد له عمل علمي إلا والقرآن محوره ولبابه. ولا يستطيع دراز كفكفة عشقه لكتاب الله وتعلقه به، فهو يتتبَّع ألفاظ القرآن تتبع الوالِهِ، ويصفها بحق بأنها «حبات درية».
ثابر دراز على قراءة ستة أجزاء من القرآن كل يوم دون كلل أو ملل. وكان معظِّمًا للقرآن، يسجد سجود التلاوة أثناء محاضراته في التفسير، ويطلب من طلابه التوضأ قبل بداية المحاضرة استعدادًا لذلك. وقد كتب عنه رفيق رحلته إلى المؤتمر الإسلامي بلاهور، الشيخ محمد أبو زهرة: «كان يؤمُّنا في صلاة العشاء، ثم يأوي كل منا إلى فراشه، ويأوي هو إلى صلاته وقرآنه. وكنت لا تراه إلا قارئا للقرآن أو مصليا.»

## منهجه
كان الشيخ دراز ينهج بدأ الاسلام الوسطي في تناوله لعدد من الثنائيات وهي: العقل والنقل، السنة والبدعة، الجبر والاختيار، السلم والحرب، العلم والدين، الخلق والقانون...الخ. فهو يرى أن «التمييز بين الخير والشر... إلهام داخلي مركوز في النفس الإنسانية قبل أن يكون شِرْعة سماوية». بيد أن الشرع الإلهي «يكمل الشرع الأخلاقي الفطري»، وهي تكلمة ضرورية للفطرة الإنسانية التي تشوبها شوائبُ صادَّةٌ عن الحق والخير، أو ظلمات قائدة إلى الحيرة والاضطراب.
وبدون نور الوحي، فإن البشر يظلون في صراع دائب حول تعريف الخير والشر «ولسوف تُقاوَم عقول بعقول، كما تُقاوَم عواطف بعواطف». وقد أفادنا تاريخ البشرية بضروب من هذا التخبط لا حدود لها، من تقشف (النرفانا) البوذية، إلى إباحية الرواقية اليونانية. وهي كلها شهود على أن نور الوحي ونور الفطرة يجب أن يظلا فرسيْ رهان، كما أراد لهما خالق الشريعة الفطرية، منزل الشريعة السماوية.

## التجديد
اهتم دراز بالأعمال التجديدية حيث أسس علمين جديدين، هما علم «أخلاق القرآن» وعلم «مصدر القرآن». ففي الأول كتب كتابه دستور الأخلاق في القرآن وفي الثاني ألف كتابيه: النبأ العظيم ومدخل إلى القرآن الكريم. أدرك دراز أنه يسلك دروبا غير مطروقة، وأن عليه أن يبدأ عملا تأسيسيا في هاذين العلمين. ويتجلى تجديد دراز في علوم القرآن من خلال المنهج الذي اتبعه. كما انطلق من الدراسة التحليلية للرسالة القرآنية منطقيا وتاريخيا. وهذه منهجية تجديدية مفارِقة للمنهج المتوارث. ومن ثمراتها نقل القرآن من السياق الثقافي العربي، ووضعه في سياق العالمية.

## دوره الوطني
كان دراز مشغولا بقضايا وطنه وأمته، فقد طاف على السفارات الأجنبية بمصر إبان ثورة 1919 محاضرا باللغة الفرنسية التي أصر على تعلمها آنذاك ليشرح قضية بلاده أمام ممثلي الدول الغربية.
عرف عنه تأييده لإلغاء المعاهدة المصرية الإنجليزية عام 1951 وكان ممن أسهموا في إعداد كتيبة طلبة الأزهر التي انخرطت في مقاومة القوات البريطانية بمنطقة قناة السويس، وفي أعقاب الثورة عرض عليه الضباط الأحرار منصب شيخ الأزهر إلا أنه لم يهرول لقبول المنصب واشترط الاستقلالية الكافية وأن تطلق يده لإجراء إصلاحات جوهرية بالأزهر، وعندما لم يجب إليهما رفض قبول المنصب.
ومن الاهتمام بقضايا الوطن إلى مناصرة قضايا الأمة؛ فعندما كان بفرنسا جهر بتأييده لحركات التحرر العربية: الفلسطينية والمغربية والجزائرية، وقد توطدت صلاته بوجه خاص مع جمعية العلماء الجزائريين حين شارك في الأنشطة الثقافية والدعوية التي قامت بها في باريس ومن خلالها تعرف على مالك بن نبي الذي طلب منه أن يقدم لبعض كتاباته. كما تواصل دراز مع الإمام عبد الحميد بن باديس في الجزائر حين تدخل لدى الأزهر لقبول الطلبة الجزائريين بالجامعة العريقة.

## مؤلفاته
منها : النبأ العظيم، نظرات جديدة في القرآن و التي استطاع من خلالها الاثبات بالأدلة العقلية والتاريخية والحالية بأن القرآن كلام الله، وأنه يستحيل أن يكون مكذوبا أو مختلقا أو محرفا
الدين، بحوث ممهدة لدراسة تاريخ الأديان أثر هذا الكتاب في الدراسات العربية عن حقيقة الدين وتاريخه، وهو بحث من أبدع ما كتب حول مسائل فلسفة الدين، حتى على المستوى الغربي.
دستور الأخلاق في القرآن (بالفرنسية- مترجم إلى العربية) وهذا الكتاب هو رسالة الدكتوراه التي تقدم بها المصنف للسوربون باللغة الفرنسية، وقد طبعت النسخة الفرنسية عام 1950م على حساب مشيخة الأزهر الشريف. قام بالتعريب والتحقيق والتعليق: د. عبد الصبور شاهين، مراجعة: د. محمد السيد بدوي، مجلد واحد في أكثر من 800 صفحة
مدخل إلى القرآن الكريم عرض تاريخي وتحليل مقارن (بالفرنسية- مترجم إلى العربية) أصل هذا الكتاب رسالة دكتوراه
من خلق القرآن
المختار من كنوز السنة النبوية: شرح أربعين حديثا في أصول الدين
نظرات في الإسلام
أصل الِإسلام
العبادات: الصلاة - الزكاة - الصوم - الحج
الصوم تربية وجهاد
زاد المسلم للدين والحياة
وله رسائل في موضوعات كتبها للمشاركة في مؤتمرات علمية، مثل رسالته عن (الربا) التي قدمها لمؤتمر الحقوق الدولي في باريس سنة 1951م، ورسالته عن (الإسلام والعلاقات الدولية) ورسالته عن (موقف الإسلام من الأديان الأخرى)، وله كتب شرع فيها، وظهر منها بعض الملازم ولم يكملها، مثل كتاب: (الميزان بين السنة والبدعة).
ومن أعماله أيضا:
المختار، ورأي الإسلام في القتال، وبين المثالية والواقعية، والأزهر الجامعة القديمة الحديثة، ومجموعة أحاديث إذاعية في الدين والأخلاق، ومجموعة من المحاضرات والمقالات النافعة.

## كتاباته
في مفتتح رسالته «دستور الأخلاق في القرآن» كتب دراز: «فإذا لم يأت عملنا هذا بشيء جديد في عالم الشرق والغرب فلن يكون سوى مضيعة وزحمة وإثقالا» بهذه العبارة قيد الشيخ عملية الكتابة بقيد الإتيان بالجديد والإعراض عن اجترار القديم، وأشار إلى أهم ملمح يميز كتاباته على الإطلاق، أما باقي الملامح فيمكن إيجازها على النحو التالي:
أولا: المدقق فيما كتبه دراز يجده لم يكتب جملاً متراصة بعضها فوق بعض لا تؤدي وظيفة، إلا الوظيفة البلاغية، وإنما هو كمن شيد بناءً لا تستطيع أن تصعد إلى طابقه الأعلى دون المرور على الطابق الأسفل، ولذلك يتعذر الاستغناء عن فقرة واحدة من كتاباته، أو أن نقدم بعضها أو نؤخره كما نفعل مع البعض، ذلك أن فقراته نظمت بإحكام في أنساق مترابطة؛ كل فقرة تبرهن على ما سبقها وتمهد لما بعدها.
ثانيا: غلبة الطابع التجريدي، والتجريد في أصله عملية معرفية قوامها الفصل بين ما هو جوهري وما هو ثانوي وغايتها إقصاء الهامشي الذي لا يحمل دلالة بغرض الوقوف على لب الشيء وجوهره، وبفضل عمليات تجريدية متوالية توصل دراز أن القرآن يعالج موضوعين اثنين: الحق الأسمى والفضيلة، وكل ما تبقى من محتوياته ونصوصه ليست سوى وسائل لتعزيز رسالة القرآن وإعطائها وزنا أكبر.
ثالثا: في كتاباته لا يقفز دراز إلى استنتاجات أو أحكام معينة دون أن يدلل عليها ويسوغها منطقيا، والأدلة لديه بناء محكم يشد بعضه بعضا، وهي على درجات ثلاث: أدلة شرعية، وأدلة تاريخية، وأدلة منطقية عقلية. وتكاثر الأدلة وتدرجها يعني أنه لم يكن يكتفي بسوق الأدلة القرآنية دون أن يعضدها ببراهين منطقية عقلية، فكثيرا ما أرجأ الدليل القرآني إلى ما بعد الدليل المنطقي ليحمل على الاستنتاج بأن المنطق والعقل سيقودان حتما إلى التصديق بالقرآن.

## الدين والإسلام
اهتم دراز بالبحث في مسألة العلاقة بين الإسلام وغيره من الديانات وله فيها رؤى جاءت محصلة استنباط مباشر من النص القرآني دون العروج على مؤلفات وسيطة تاريخية أو معاصرة، ونقطة البدء كانت في تحديده لمفهومي الإسلام والدين.
والإسلام كما لا حظ دراز وصف أطلقه جميع الرسل على الديانات التي أتوا بها، وليس وصفا خاصا بالإيمان بما جاء به محمد صلوات الله عليه فهو اسم مشترك جامع بين الديانات السماوية «التي لم تتناولها يد الإنسان بتغيير أو تحريف» وعلى ذلك لا يصلح الإسلام لأن يكون محلا للتساؤل عن العلاقة بينه وبين الأديان السماوية إذ لا يسأل عن العلاقة بين الشيء ونفسه؛ فهاهنا وحدة لا انقسام فيها، كما يقرر دراز.
والإسلام هو الدين الوحيد المقبول، وليس هناك على وجه الأرض سوى دين واحد اعتنقه المؤمنون في جميع الأزمنة والأمكنة، وغير ذلك معناه اتخاذ موقف الرفض بل والإنكار لنصوص القرآن القطعية، ويمضي دراز موضحا أن مفهوم الدين لم يكن مفهوما ثابتا وإنما كل رسالة منزلة كانت تشكل لبنة وعنصرا في تطور المفهوم الذي اكتمل برسالة محمد الخاتمة، وعلى هذا تتساوى جميع الرسالات وكل المرسلين الذين شاركوا في كشف طبيعة ذاك الدين في الفضل، ولا يجوز أبدا لأتباعهم أن يفرقوا بينهم إذ التفريق بين رسل الله كفر، كما لا ينبغي لهم أن يفضلوا بعضهم على بعض؛ فتلك خطيئة تقوض العقيدة من أساسها وتفصم عرى الوحدة التي جعلها الله وتجعل من العواطف والهوى معيارًا للعقيدة.
ويذهب دراز خطوة أبعد موضحا معالم العلاقة بين الكتب المنزلة الثلاثة؛ فيذكر أن هناك مرحلتين للعلاقة: مرحلة ما قبل التبديل ومرحلة ما بعده؛ ففي المرحلة الأولى أتى القرآن مصدقا لما قبله من التوراة والإنجيل، وليس معنى التصديق عدم الإضافة أو التبديل إذ جاء الإنجيل ليحل بعض أحكام التوراة كما أحل القرآن بعضا مما حرمه الإنجيل، وحسب دراز فإن هذا ليس نقضا من المتأخر للمتقدم أو إنكارًاً لأحكامه وإنما هو وقوف بهذه الأحكام عند ظرفيتها التاريخية المناسبة.
أما مرحلة ما بعد التبديل ففيها يتحول القرآن إلى حارس ومهيمن على الكتب السماوية السابقة، ومن مقتضيات الهيمنة ألا يكتفي بتأييد ما ورد فيها من حق وعدل وصدق وإنما يتوجب عليه إبعاد التأويلات ونبذ التفسيرات الخاطئة التي نسبت زورا وبهتانا إليها، وهو بهذا يسدي للبشرية صنيعا بحفظه تراثها نقيا كما هبط من السماء.
المصادر
د. محمد الجوادي في كتابه «اصحاب المشيختين : سيرة حياة خمسة من علماء الارهر جمعوا بين مشيخة الازهر والافتاء». مكتبة الشروق الدولية .القاهرة 2008

## القرآن في سورة منه
عرف عن دراز مقارباته القرآنية حيث استطاع التوفيق بين طرفين هما الآليات المنهجية (الموضوعية) والتجربة الإيمانية (الذاتية) على حد سواء ، وهي تجمل منهجه في النظر إلى النص القرآني في كليته وارتباط أجزائه بعضها ببعض، والسعي إلى الكشف عن الوحدة الكامنة فيه خلف الكثرة البادية.
نظر دراز إلى الفاتحة نظرة جديدة فلم يكتف بالوقوف عند حدود آياتها ومعانيها، وإنما نظر إليها في علاقتها بباقي سور القرآن، مفترضا أنها على صغر آياتها تجمل مقاصد القرآن الكلية؛ وأن بقية السور ما هي إلا تفصيل وبيان لذلك الإجمال الذي حوته.
ومقاصد القرآن كما بينها دراز، مقصدان نظريان: هما معرفة الحق ومعرفة الخير، ومقصدان عمليان تثمرهما هاتان المعرفتان؛ فثمرة معرفة الحق هي تقديسه؛ وثمرة معرفة الخير التزامه.
الآيات الثلاثة الأولى من سورة الفاتحة عالجت مسألة التعريف النظري بالحق سبحانه وتعالى وصفاته في شذرات ثلاث انتظمت أركان العقيدة القرآنية في ترتيب بالغ الإحكام: المبدأ فالواسطة، فالميعاد (التوحيد، النبوة، الجزاء) وهي تسفر واقعا عمليا هو العبودية والاستعانة، أما الشق الثاني من السورة فيرتبط بالجانب البشري حين يعرض صور العمل الإنساني: المستقيم والضال والمنحرف ويناقشها على ضوء القيم الخلقية؛ فيجعل من الاستقامة معيارا يحدد للبشرية الصراط الذي ينبغي أن تسلكه ومن استحكمت معرفته بهذا الأصل النظري فإنه يسفر واقعا عمليا هو الهداية مصداقا لقوله تعالى: «اهدنا الصراط المستقيم».
على مستوى آخر من التحليل نظر دراز السورة من جهة أسلوب الخطاب مقارنة بعموم الخطاب القرآني؛ فوجد أنها السورة الوحيدة التي أتت على لسان البشرية على حين أتي بقية السور جاءت على لسان الربوبية ويفسر دراز الاختلاف في وجهة الخطاب إلى أن الفاتحة تجسد سؤال البشرية وحاجتها للهدي على حين أن باقي القرآن هو الهدى المطلوب.

## وفاته
توفي اثناء انعقاد مؤتمر الأديان بلاهور في يناير 1958.